# Orthogonale Matrix
Eine orthogonale Matrix ist in der linearen Algebra eine quadratische, reelle Matrix, deren Zeilen- und Spaltenvektoren orthonormal bezüglich des Standardskalarprodukts sind. Damit ist die Inverse einer orthogonalen Matrix gleichzeitig ihre Transponierte.
Orthogonale Matrizen stellen Kongruenzabbildungen im euklidischen Raum, also Drehungen, Spiegelungen und Kombinationen daraus, dar. Jede orthogonale Abbildung zwischen zwei endlichdimensionalen Skalarprodukträumen kann nach Wahl je einer Orthonormalbasis durch eine orthogonale Matrix dargestellt werden. Die Menge der orthogonalen Matrizen fester Größe bildet mit der Matrizenmultiplikation als Verknüpfung die orthogonale Gruppe.
Orthogonale Matrizen werden beispielsweise bei der numerischen Lösung linearer Gleichungssysteme oder Eigenwertprobleme eingesetzt. Der analoge Begriff bei komplexen Matrizen ist die unitäre Matrix.
Besitzt eine orthogonale Matrix zusätzlich einen Determinantenwert von {\displaystyle 1}, so nennt man sie spezielle orthogonale Matrix.

## Definition
Eine reelle quadratische Matrix {\displaystyle Q\in \mathbb {R} ^{n\times n}} heißt orthogonal, wenn das Produkt mit ihrer transponierten Matrix {\displaystyle Q^{\mathsf {T}}} die Einheitsmatrix {\displaystyle I} ergibt, also
{\displaystyle Q^{\mathsf {T}}\cdot Q=I}
gilt. Werden die Spaltenvektoren der Matrix {\displaystyle Q} mit {\displaystyle q_{1},\ldots ,q_{n}} bezeichnet, dann ist diese Bedingung gleichbedeutend damit, dass das Standardskalarprodukt zweier Spaltenvektoren
{\displaystyle q_{i}^{\mathsf {T}}\cdot q_{j}=\delta _{ij}={\begin{cases}1&{\text{falls}}~i=j\\0&{\text{sonst}}\end{cases}}}
ergibt, wobei {\displaystyle \delta _{ij}} das Kronecker-Delta ist. Die Spaltenvektoren einer orthogonalen Matrix bilden damit eine Orthonormalbasis des Koordinatenraums {\displaystyle \mathbb {R} ^{n}}. Dies trifft auch für die Zeilenvektoren einer orthogonalen Matrix zu, denn mit {\displaystyle Q} ist auch {\displaystyle Q^{\mathsf {T}}} orthogonal, das heißt
{\displaystyle Q\cdot Q^{\mathsf {T}}=I}.
Auch wenn die Bezeichnung „orthogonale Matrix“ so verstanden werden könnte, reicht es nicht aus, wenn die Zeilen- oder Spaltenvektoren lediglich paarweise orthogonal sind; sie müssen zusätzlich normiert sein, also die Länge eins aufweisen.

## Beispiele

### Konkrete Beispiele
- Die Matrix

{\displaystyle Q={\begin{pmatrix}0&1\\1&0\end{pmatrix}}}
ist orthogonal, denn es gilt
{\displaystyle Q^{\mathsf {T}}\,Q={\begin{pmatrix}0&1\\1&0\end{pmatrix}}\cdot {\begin{pmatrix}0&1\\1&0\end{pmatrix}}={\begin{pmatrix}0\cdot 0+1\cdot 1&0\cdot 1+1\cdot 0\\1\cdot 0+0\cdot 1&1\cdot 1+0\cdot 0\end{pmatrix}}={\begin{pmatrix}1&0\\0&1\end{pmatrix}}=I}.
- Auch die Matrix

{\displaystyle Q={\frac {1}{5}}{\begin{pmatrix}3&4\\-4&3\end{pmatrix}}}
ist orthogonal, denn es gilt
{\displaystyle Q^{\mathsf {T}}\,Q={\frac {1}{5}}{\begin{pmatrix}3&-4\\4&3\end{pmatrix}}\cdot {\frac {1}{5}}{\begin{pmatrix}3&4\\-4&3\end{pmatrix}}={\frac {1}{25}}{\begin{pmatrix}9+16&12-12\\12-12&16+9\end{pmatrix}}={\frac {1}{25}}{\begin{pmatrix}25&0\\0&25\end{pmatrix}}={\begin{pmatrix}1&0\\0&1\end{pmatrix}}=I}.

### Allgemeine Beispiele
- Permutationsmatrizen, also Matrizen, bei denen genau ein Eintrag pro Zeile und Spalte gleich eins ist und alle anderen Einträge null sind, sind orthogonal. Bezeichnet {\displaystyle P_{\pi }} die zu einer Permutation {\displaystyle \pi } zugehörige Permutationsmatrix, dann gilt

{\displaystyle P_{\pi }^{\mathsf {T}}\,P_{\pi }=P_{\pi ^{-1}}\,P_{\pi }=P_{\pi ^{-1}\circ \pi }=P_{\mathrm {id} }=I},
denn die transponierte Permutationsmatrix ist gleich der Permutationsmatrix der inversen Permutation, die alle Vertauschungen rückgängig macht, und das Produkt von Permutationsmatrizen entspricht der Hintereinanderausführung der Permutationen. Die vorzeichenbehafteten Permutationsmatrizen, bei denen in jeder Zeile und Spalte genau ein Eintrag plus oder minus eins ist und alle übrigen Einträge null sind, sind genau die ganzzahligen orthogonalen Matrizen.
- Drehmatrizen, also Matrizen, die eine Drehung um den Koordinatenursprung in der euklidischen Ebene beschreiben, sind orthogonal. Bezeichnet

{\displaystyle R_{\alpha }={\begin{pmatrix}\cos \alpha &-\sin \alpha \\\sin \alpha &\cos \alpha \end{pmatrix}}}
die Drehmatrix einer Drehung um einen Winkel {\displaystyle \alpha }, die den Ursprung festlässt, dann gilt mit dem „trigonometrischen Pythagoras“
{\displaystyle R_{\alpha }^{\mathsf {T}}\,R_{\alpha }={\begin{pmatrix}\cos ^{2}\alpha +\sin ^{2}\alpha &-\cos \alpha \sin \alpha +\sin \alpha \cos \alpha \\-\sin \alpha \cos \alpha +\cos \alpha \sin \alpha &\sin ^{2}\alpha +\cos ^{2}\alpha \end{pmatrix}}=I}.
Allgemeiner sind auch Drehmatrizen, die eine Drehung in einer beliebigen Ursprungsebene im {\displaystyle n}-dimensionalen Raum beschreiben, orthogonal.
- Spiegelungsmatrizen, also Matrizen, die eine (senkrechte) Spiegelung an einer Ursprungsgerade in der euklidischen Ebene beschreiben, sind orthogonal. Bezeichnet

{\displaystyle S_{n}=I-2nn^{\mathsf {T}}}
die Spiegelungsmatrix einer Spiegelung an einer Ursprungsgerade mit Einheits-Normalenvektor {\displaystyle n}, dann gilt
{\displaystyle S_{n}^{\mathsf {T}}\,S_{n}=S_{n}\,S_{n}=(I-2nn^{\mathsf {T}})\,(I-2nn^{\mathsf {T}})=I-4nn^{\mathsf {T}}+4n(n^{\mathsf {T}}n)n^{\mathsf {T}}=I},
denn Spiegelungsmatrizen sind nach Definition symmetrisch und für einen Einheitsvektor gilt {\displaystyle n^{\mathsf {T}}n=1}. Allgemeiner sind auch Matrizen, die Spiegelungen an einem beliebigen Untervektorraum im {\displaystyle n}-dimensionalen Raum (beispielsweise einer Hyperebene) beschreiben, orthogonal.

## Eigenschaften

### Inverse
Eine orthogonale Matrix {\displaystyle Q\in \mathbb {R} ^{n\times n}} ist aufgrund der linearen Unabhängigkeit ihrer Zeilen- und Spaltenvektoren stets regulär. Die Inverse einer orthogonalen Matrix ist dabei gleich ihrer Transponierten, das heißt, es gilt
{\displaystyle Q^{\mathsf {T}}=Q^{-1}}.
Die Inverse einer Matrix {\displaystyle Q} ist nämlich gerade diejenige Matrix {\displaystyle Q^{-1}}, für die
{\displaystyle Q\,Q^{-1}=Q^{-1}\,Q=I}
gilt. Aus der zweiten Gleichung folgt weiterhin, dass die Transponierte einer orthogonalen Matrix orthogonal ist. Es gilt auch die Umkehrung und jede Matrix {\displaystyle Q}, deren Transponierte gleich ihrer Inversen ist, ist orthogonal, denn es gilt dann
{\displaystyle Q^{\mathsf {T}}\,Q=Q^{-1}\,Q=I}.

### Längen- und Winkeltreue
Wird ein Vektor {\displaystyle x\in \mathbb {R} ^{n}} mit einer orthogonalen Matrix {\displaystyle Q\in \mathbb {R} ^{n\times n}} multipliziert, ändert sich die Länge (euklidische Norm) des Vektors nicht, das heißt
{\displaystyle \|Q\,x\|_{2}=\|x\|_{2}}.
Weiter ist das Standardskalarprodukt zweier Vektoren {\displaystyle x,y\in \mathbb {R} ^{n}} invariant bezüglich der Multiplikation mit einer orthogonalen Matrix {\displaystyle Q}, also
{\displaystyle \left\langle Q\,x,Q\,y\right\rangle =\left\langle x,y\right\rangle }.
Damit bleibt auch der Winkel zwischen den beiden Vektoren erhalten. Beide Eigenschaften folgen direkt aus der Verschiebungseigenschaft des Standardskalarprodukts. Aufgrund dieser Längen- und Winkeltreue stellt die lineare Abbildung
{\displaystyle f\colon \mathbb {R} ^{n}\to \mathbb {R} ^{n},x\mapsto Q\,x}
eine Kongruenzabbildung im euklidischen Raum dar. Umgekehrt ist die Abbildungsmatrix bezüglich der Standardbasis jeder winkeltreuen linearen Abbildung im euklidischen Raum orthogonal. Aufgrund der Polarisationsformel ist auch jede längentreue Abbildung winkeltreu.

### Determinante
Für den Betrag der Determinante einer orthogonalen Matrix {\displaystyle Q\in \mathbb {R} ^{n\times n}} gilt
{\displaystyle |\det Q|=1},
was mit Hilfe des Determinantenproduktsatzes über
{\displaystyle (\operatorname {det} Q)^{2}=\det Q\cdot \det Q=\det Q^{\mathsf {T}}\cdot \det Q=\det(Q^{\mathsf {T}}Q)=\det I=1}
folgt. Damit kann die Determinante einer orthogonalen Matrix nur die Werte eins oder minus eins annehmen. Es gibt allerdings auch nicht-orthogonale Matrizen, deren Determinante plus oder minus eins ist, zum Beispiel unimodulare Matrizen. Orthogonale Matrizen, deren Determinante eins ist, entsprechen Drehungen. Man spricht dann auch von einer eigentlich orthogonalen Matrix. Orthogonale Matrizen, deren Determinante minus eins ist, stellen Drehspiegelungen dar. Man spricht dann auch von einer uneigentlich orthogonalen Matrix.

### Eigenwerte
Die Eigenwerte einer orthogonalen Matrix {\displaystyle Q\in \mathbb {R} ^{n\times n}} sind nicht notwendigerweise alle reell. Sie haben jedoch den komplexen Betrag eins, sind also von der Form
{\displaystyle \lambda =e^{it}}
mit {\displaystyle t\in \mathbb {R} }. Ist nämlich {\displaystyle x} ein zu {\displaystyle \lambda } gehöriger Eigenvektor, dann gilt aufgrund der Längentreue und der absoluten Homogenität einer Norm
{\displaystyle \|x\|_{2}=\|Q\,x\|_{2}=\|\lambda \,x\|_{2}=|\lambda |\,\|x\|_{2}}
und daher {\displaystyle |\lambda |=1}. Eine orthogonale Matrix besitzt demnach höchstens die reellen Eigenwerte {\displaystyle \pm 1}. Die komplexen Eigenwerte treten immer paarweise komplex konjugiert auf, das heißt mit {\displaystyle \lambda =e^{it}} ist auch {\displaystyle {\bar {\lambda }}=e^{-it}} ein Eigenwert, denn
{\displaystyle Q{\bar {x}}={\overline {Qx}}={\overline {\lambda x}}={\bar {\lambda }}{\bar {x}}}.
Demnach besitzt eine orthogonale Matrix ungerader Dimension {\displaystyle n} mindestens einen reellen Eigenwert (siehe auch den Satz vom Fußball).

### Diagonalisierbarkeit
Eine orthogonale Matrix {\displaystyle Q\in \mathbb {R} ^{n\times n}} ist normal, das heißt, es gilt
{\displaystyle Q\,Q^{\mathsf {T}}=Q^{\mathsf {T}}\,Q},
und damit über den komplexen Zahlen unitär diagonalisierbar. Nach dem Spektralsatz gibt es nämlich eine unitäre Matrix {\displaystyle U\in \mathbb {C} ^{n\times n}}, sodass
{\displaystyle U^{-1}\,Q\,U=D}
gilt, wobei {\displaystyle D\in \mathbb {C} ^{n\times n}} eine Diagonalmatrix mit den Eigenwerten von {\displaystyle Q} ist. Die Spaltenvektoren von {\displaystyle U} sind dann paarweise orthonormale Eigenvektoren von {\displaystyle Q}. Damit sind auch die Eigenräume einer orthogonalen Matrix paarweise orthogonal.
Im Allgemeinen ist eine orthogonale Matrix {\displaystyle Q\in \mathbb {R} ^{n\times n}} jedoch nicht reell diagonalisierbar. Es existiert allerdings eine orthogonale Matrix {\displaystyle V\in \mathbb {R} ^{n\times n}}, sodass
{\displaystyle V^{-1}\,Q\,V={\begin{pmatrix}D_{1}&&0\\&\ddots &\\0&&D_{s}\end{pmatrix}}}
eine Blockdiagonalmatrix ergibt, bei der die einzelnen Blöcke entweder Drehmatrizen der Größe {\displaystyle 2\times 2} sind oder aus der Zahl {\displaystyle +1} oder {\displaystyle -1} bestehen. Diese Darstellung wird auch Normalform einer orthogonalen Matrix genannt.

### Normen
Die Spektralnorm einer orthogonalen Matrix {\displaystyle Q\in \mathbb {R} ^{n\times n}} ist
{\displaystyle \|Q\|_{2}=\max _{\|x\|_{2}=1}\|Q\,x\|_{2}=\max _{\|x\|_{2}=1}\|x\|_{2}=1}.
Für die Frobeniusnorm gilt mit dem Frobenius-Skalarprodukt entsprechend
{\displaystyle \|Q\|_{F}={\sqrt {\langle Q,Q\rangle _{F}}}={\sqrt {\langle I,I\rangle _{F}}}={\sqrt {n}}}.
Das Produkt mit einer orthogonalen Matrix erhält sowohl die Spektralnorm, als auch die Frobeniusnorm einer gegebenen Matrix {\displaystyle A\in \mathbb {R} ^{n\times n}}, denn es gilt
{\displaystyle \|Q\,A\|_{2}=\max _{\|x\|_{2}=1}\|Q\,A\,x\|_{2}=\max _{\|x\|_{2}=1}\|A\,x\|_{2}=\|A\|_{2}}
und
{\displaystyle \|Q\,A\|_{F}={\sqrt {\langle Q\,A,Q\,A\rangle _{F}}}={\sqrt {\langle A,A\rangle _{F}}}=\|A\|_{F}}.
Damit bleibt auch die Kondition einer Matrix bezüglich dieser Normen nach Multiplikation mit einer orthogonalen Matrix erhalten.

## Orthogonale Matrizen als Gruppe
Die Menge der regulären Matrizen fester Größe bildet mit der Matrizenmultiplikation als Verknüpfung eine Gruppe, die allgemeine lineare Gruppe {\displaystyle \mathrm {GL} (n,\mathbb {R} )}. Als neutrales Element dient dabei die Einheitsmatrix {\displaystyle I}. Die orthogonalen Matrizen bilden eine Untergruppe der allgemeinen linearen Gruppe, die orthogonale Gruppe {\displaystyle \mathrm {O} (n)}. Das Produkt zweier orthogonaler Matrizen {\displaystyle P,Q\in \mathbb {R} ^{n\times n}} ist nämlich wieder orthogonal, denn es gilt
{\displaystyle (P\,Q)^{\mathsf {T}}\,(P\,Q)=Q^{\mathsf {T}}\,(P^{\mathsf {T}}\,P)\,Q=Q^{\mathsf {T}}\,Q=I}.
Weiter ist die Inverse einer orthogonalen Matrix {\displaystyle Q\in \mathbb {R} ^{n\times n}} ebenfalls orthogonal, denn es gilt
{\displaystyle (Q^{-1})^{\mathsf {T}}\,Q^{-1}=(Q^{-1})^{\mathsf {T}}\,Q^{\mathsf {T}}=(Q\,Q^{-1})^{\mathsf {T}}=I^{\mathsf {T}}=I}.
Die orthogonalen Matrizen mit Determinante eins, also die Drehmatrizen, bilden wiederum eine Untergruppe der orthogonalen Gruppe, die Drehgruppe (oder spezielle orthogonale Gruppe) {\displaystyle \mathrm {SO} (n)}. Ein Elemente in dieser Gruppe nennt man spezielle orthogonale Matrix. Dabei handelt es sich um eine Lie-Gruppe, d. h. die Gruppenoperationen sind verträglich mit dem Differenzieren in der Gruppe, und Elemente von {\displaystyle \mathrm {SO} (n)} lassen sich als Exponentiale von Matrizen aus der zugehörigen Lie-Algebra darstellen. Die orthogonalen Matrizen mit Determinante minus eins, also die Drehspiegelungen, bilden keine Untergruppe der orthogonalen Gruppe, sondern lediglich eine Nebenklasse, denn ihnen fehlt das neutrale Element.

## Verwendung

### Lineare Gleichungssysteme
Die Lösung linearer Gleichungssysteme der Form
{\displaystyle Q\,x=b}
mit einer orthogonalen Matrix {\displaystyle Q\in \mathbb {R} ^{n\times n}} und einer rechten Seite {\displaystyle b\in \mathbb {R} ^{n}} lässt sich numerisch effizient durch
{\displaystyle x=Q^{\mathsf {T}}\,b}
berechnen. Die Ermittlung der Lösung {\displaystyle x\in \mathbb {R} ^{n}} erfordert also lediglich eine Matrix-Vektor-Multiplikation, die mit einem Aufwand der Ordnung {\displaystyle O(n^{2})} durchgeführt werden kann. Im Vergleich dazu benötigt die Lösung allgemeiner linearer Gleichungssysteme beispielsweise mit Hilfe der Gauß-Elimination einen Aufwand {\displaystyle O(n^{3})}. Dieser Vorteil wird beispielsweise bei der (reellen) diskreten Fourier-Transformation und der diskreten Kosinus-Transformation genutzt.

### Matrixzerlegungen
Eine weitere Anwendung orthogonaler Matrizen ist die QR-Zerlegung einer gegebenen Matrix {\displaystyle A\in \mathbb {R} ^{m\times n}} als Produkt
{\displaystyle A=Q\,R}
einer orthogonalen Matrix {\displaystyle Q\in \mathbb {R} ^{m\times m}} und einer oberen Dreiecksmatrix {\displaystyle R\in \mathbb {R} ^{m\times n}}. Die Konstruktion der Matrix {\displaystyle Q} kann dabei mit Givens-Rotationen, die Drehungen entsprechen, oder Householdertransformationen, die Spiegelungen entsprechen, durchgeführt werden. QR-Zerlegungen werden in der Numerik bei der Lösung schlecht konditionierter, überbestimmter oder unterbestimmter linearer Gleichungssysteme eingesetzt. Ein weiteres Anwendungsfeld besteht in der Berechnung von Eigenwertproblemen mit dem QR-Algorithmus.
Mit Hilfe der Singulärwertzerlegung lässt sich jede reelle Matrix {\displaystyle A\in \mathbb {R} ^{m\times n}} auch als Produkt
{\displaystyle A=U\,\Sigma \,V^{\mathsf {T}}}
einer orthogonalen Matrix {\displaystyle U\in \mathbb {R} ^{m\times m}}, einer Diagonalmatrix {\displaystyle \Sigma \in \mathbb {R} ^{m\times n}} und der Transponierten einer weiteren orthogonalen Matrix {\displaystyle V\in \mathbb {R} ^{n\times n}} darstellen. Die Diagonaleinträge der Matrix {\displaystyle \Sigma } sind dann die Singulärwerte von {\displaystyle A}. Die Singulärwertzerlegung wird beispielsweise in der Geometrie bei der Hauptachsentransformation von Quadriken und in der Statistik bei der Hauptkomponentenanalyse multivariater Datensätze eingesetzt.
Eine quadratische Matrix {\displaystyle A\in \mathbb {R} ^{n\times n}} kann mittels der Polarzerlegung auch als Produkt
{\displaystyle A=Q\,P}
einer orthogonalen Matrix {\displaystyle Q\in \mathbb {R} ^{n\times n}} und einer positiv semidefiniten symmetrischen Matrix {\displaystyle P\in \mathbb {R} ^{n\times n}} faktorisiert werden.

### Orthogonale Abbildungen
Ist {\displaystyle (V,\langle \cdot ,\cdot \rangle )} ein {\displaystyle n}-dimensionaler reeller Skalarproduktraum, dann lässt sich jede lineare Abbildung {\displaystyle f\colon V\to V} nach Wahl einer Orthonormalbasis {\displaystyle \{e_{1},\ldots ,e_{n}\}} für {\displaystyle V} durch die Abbildungsmatrix
{\displaystyle A_{f}=(a_{ij})\in \mathbb {R} ^{n\times n}}
darstellen, wobei {\displaystyle f(e_{j})=a_{1j}e_{1}+\dotsb +a_{nj}e_{n}} für {\displaystyle j=1,\dotsc ,n} ist. Die Abbildungsmatrix {\displaystyle A_{f}} ist nun genau dann orthogonal, wenn {\displaystyle f} eine orthogonale Abbildung ist. Dies folgt aus
{\displaystyle \langle f(v),f(w)\rangle =(A_{f}x)^{\mathsf {T}}(A_{f}y)=x^{\mathsf {T}}A_{f}^{\mathsf {T}}A_{f}y=x^{\mathsf {T}}y=\langle v,w\rangle },
wobei {\displaystyle v=x_{1}e_{1}+\dotsb +x_{n}e_{n}} und {\displaystyle w=y_{1}e_{1}+\dotsb +y_{n}e_{n}} sind.